# Rugby op de Olympische Zomerspelen 2024 – Mannen sevens
Het rugbytoernooi voor mannen op de Olympische zomerspelen van 2024 werd gehouden van 24 juli tot 27 juli 2024.
Er deden 12 landen mee die zich via continentale toernooien hebben gekwalificeerd, behalve Frankrijk dat als gastland automatisch is geplaatst. De landen werden in de groepsfase verdeeld in drie groepen van vier landen. De beste twee uit iedere groep kwalificeren zich voor de kwartfinale. Daarnaast kwalificeren ook de twee "beste derdes" zich voor de kwartfinales waarna er verder gespeeld wordt in een knock-out systeem.

## Groepsfase

### Groep A
| Pos | Team          | Wed | W | G | V | Ptn | PV | PT  | +/−  | Kwalificatie |
| --- | ------------- | --- | - | - | - | --- | -- | --- | ---- | ------------ |
| 1   | Nieuw-Zeeland | 3   | 3 | 0 | 0 | 9   | 71 | 29  | +42  | Kwartfinale  |
| 2   | Ierland       | 3   | 2 | 0 | 1 | 7   | 62 | 24  | +38  | Kwartfinale  |
| 3   | Zuid-Afrika   | 3   | 1 | 0 | 2 | 5   | 59 | 32  | +27  | Kwartfinale  |
| 4   | Japan         | 3   | 0 | 0 | 3 | 3   | 22 | 129 | −107 |              |

#### Wedstrijden
| 24 juli 17:30 | Ierland                        | 10 – 5  | Zuid-Afrika       | Stade de France, Parijs Toeschouwers: 69.000 Scheidsrechter: Gianluca Gnecchi |
| 24 juli 17:30 | Try: Conroy 8' m Kennedy 12' m | Verslag | Try: Davids 14' m | Stade de France, Parijs Toeschouwers: 69.000 Scheidsrechter: Gianluca Gnecchi |

| 24 juli 21:00 | Ierland | 40–5    | Japan             | Stade de France, Parijs Toeschouwers: 69.000 Scheidsrechter: Morné Ferreira |
| 24 juli 21:00 | Try: Kennedy 1' c Mullins (2) 8' c, 12' c McNulty, 8' c Comerford 10' m Ward 15' c Con: Lennox (3/4) 2', 8', 9' Roche (2/2) 12', 15' | Verslag | Try: Tsuoka 14' m | Stade de France, Parijs Toeschouwers: 69.000 Scheidsrechter: Morné Ferreira |

| 24 juli 21:30 | Nieuw-Zeeland                                                         | 17–5        | Zuid-Afrika         | Stade de France, Parijs Toeschouwers: 69.000 Scheidsrechter: Reuben Keane |
| 24 juli 21:30 | Try: Leo (2) 2' m, 11' c McGarvey-Black 7' m Con: Rokolisoa (1/1) 12' | World Rugby | Try: S. Davids 4' m | Stade de France, Parijs Toeschouwers: 69.000 Scheidsrechter: Reuben Keane |

| 25 juli 16:00 | Zuid-Afrika | 49–5    | Japan           | Stade de France, Parijs Toeschouwers: 70.000 Scheidsrechter: Nick Hogan |
| 25 juli 16:00 | Try: Z. Davids 1' c Visser 3' c van Wyk (2) 4' c, 14' c Oosthuizen (2) 6' c, 7' c Specman 11' c Con: Leyds (5/5) 2', 3', 4', 6', 8' Brown (2/2) 12', 14' | Verslag | Try: Ueda 10' m | Stade de France, Parijs Toeschouwers: 70.000 Scheidsrechter: Nick Hogan |

### Groep B
| Pos | Team       | Wed | W | G | V | Ptn | PV | PT | +/− | Kwalificatie |
| --- | ---------- | --- | - | - | - | --- | -- | -- | --- | ------------ |
| 1   | Australië  | 3   | 3 | 0 | 0 | 9   | 64 | 35 | +29 | Kwartfinale  |
| 2   | Argentinië | 3   | 2 | 0 | 1 | 7   | 73 | 46 | +27 | Kwartfinale  |
| 3   | Samoa      | 3   | 1 | 0 | 2 | 5   | 52 | 49 | +3  |              |
| 4   | Kenia      | 3   | 0 | 0 | 3 | 3   | 19 | 78 | −59 |              |

#### Wedstrijden
| 24 juli 15:30 | Australië                                                                  | 21–14   | Samoa                                                                  | Stade de France, Paris Toeschouwers: 69.000 Scheidsrechter: Jérémy Rozier |
| 24 juli 15:30 | Try: Hutchison (2) 8' c, 14' c Lawson 11' c Con: Roache (3/3) 8', 11', 14' | Verslag | Try: Opetai 3' c Falaniko 15' c Con: Scanlan (1/1) 3' Maiava (1/1) 15' | Stade de France, Paris Toeschouwers: 69.000 Scheidsrechter: Jérémy Rozier |

| 24 juli 16:00 | Argentinië | 31–12   | Kenia                                            | Stade de France, Paris Toeschouwers: 69.000 Scheidsrechter: AJ Jacobs |
| 24 juli 16:00 | Try: Fraga (2) 7' m, 8' c Elizalde 10' c González 14' c Moneta 15' m Con: Pellandini (2/3) 8', 12' Mare (1/1) 14' | Verslag | Try: Ojwang 4' c Wekesa 9' m Con: Mboya (1/2) 5' | Stade de France, Paris Toeschouwers: 69.000 Scheidsrechter: AJ Jacobs |

| 24 juli 19:00 | Australië                                                              | 21–7    | Kenia                               | Stade de France, Paris Toeschouwers: 69.000 Scheidsrechter: Paulo Duarte |
| 24 juli 19:00 | Try: Turner 1' c Lawson 6' c Toole 13' c Con: Roache (3/3) 1', 7', 13' | Verslag | Try: Mboya 3' c Con: Mboya (1/1) 3' | Stade de France, Paris Toeschouwers: 69.000 Scheidsrechter: Paulo Duarte |

| 24 juli 19:30 | Argentinië                                                                                      | 28–12   | Samoa                                                          | Stade de France, Paris Toeschouwers: 69.000 Scheidsrechter: Francisco González |
| 24 juli 19:30 | Try: Osadczuk (2) 2' c, 9' c Graziano 5' c Pellandini 7' c Con: Pellandini (4/4) 2', 6', 8', 9' | Verslag | Try: Apelu Maliko 11' c Leitufia 14' m Con: Leitufia (1/2) 11' | Stade de France, Paris Toeschouwers: 69.000 Scheidsrechter: Francisco González |

| 25 juli 14:00 | Samoa | 26–0    | Kenia | Stade de France, Paris Toeschouwers: 70.000 Scheidsrechter: Reuben Keane |
| 25 juli 14:00 | Try: Opetai 3' m Scanlan 8' c Apelu Maliko 14' c Onosai 16' c Con: Falaniko (1/2) 9' Maiava (1/1) 14' Leitufia (1/1) 17' | Verslag |       | Stade de France, Paris Toeschouwers: 70.000 Scheidsrechter: Reuben Keane |

| 25 juli 14:30 | Argentinië                                                    | 14–22   | Australië                                                                       | Stade de France, Paris Toeschouwers: 70.000 Scheidsrechter: Adam Leal |
| 25 juli 14:30 | Try: Schulz 2' c Osadczuk 11' c Con: Pellandini (2/2) 2', 11' | Verslag | Try: Hutchison 7' m Dowling 8' m Roache 9' m Malouf 13' c Con: Roache (1/4) 13' | Stade de France, Paris Toeschouwers: 70.000 Scheidsrechter: Adam Leal |

### Groep C
| Pos | Team             | Wed | W | G | V | Ptn | PV | PT | +/− | Kwalificatie |
| --- | ---------------- | --- | - | - | - | --- | -- | -- | --- | ------------ |
| 1   | Fiji             | 3   | 3 | 0 | 0 | 9   | 97 | 36 | +61 | Kwartfinale  |
| 2   | Frankrijk        | 3   | 1 | 1 | 1 | 6   | 43 | 43 | 0   | Kwartfinale  |
| 3   | Verenigde Staten | 3   | 1 | 1 | 1 | 6   | 57 | 67 | −10 | Kwartfinale  |
| 4   | Uruguay          | 3   | 0 | 0 | 3 | 3   | 41 | 92 | −51 |              |

#### Wedstrijden
| 24 juli 16:30 | Frankrijk                                           | 12–12   | Verenigde Staten                                     | Stade de France, Paris Toeschouwers: 69.000 Scheidsrechter: Adam Leal |
| 24 juli 16:30 | Try: Sepho 4' m Rebbadj 8' c Con: Barraque (1/2) 8' | Verslag | Try: Lacamp 7' c Tupuola 12' m Con: Tomasin (1/1) 7' | Stade de France, Paris Toeschouwers: 69.000 Scheidsrechter: Adam Leal |

| 24 juli 17:00 | Fiji | 40–12   | Uruguay                                                  | Stade de France, Paris Toeschouwers: 69.000 Scheidsrechter: Ben Breakspear |
| 24 juli 17:00 | Try: Nasova (2) 2' m, 7' c Loganimasi 5' c Nacuqu 8' c Teba 11' c Ravutaumada 15' c Con: Nacuqu (3/4) 6', 7', 8' Teba (1/1) 12' Tamani (1/1) 25' | Verslag | Try: González 4' c Basso 10' m Con: Lijtenstein (1/1) 4' | Stade de France, Paris Toeschouwers: 69.000 Scheidsrechter: Ben Breakspear |

| 24 juli 20:00 | Frankrijk                                                               | 19–12   | Uruguay                                                     | Stade de France, Paris Toeschouwers: 69.000 Scheidsrechter: Nick Hogan |
| 24 juli 20:00 | Try: Zeghdar 3' c Dupont 9' m Joseph 12' c Con: Barraque (2/3) 10', 14' | Verslag | Try: Facciolo 8' c González 10' m Con: Lijtenstein (1/1) 8' | Stade de France, Paris Toeschouwers: 69.000 Scheidsrechter: Nick Hogan |

| 24 juli 20:30 | Fiji | 38–12   | Verenigde Staten                                  | Stade de France, Paris Toeschouwers: 69.000 Scheidsrechter: Jordan Way |
| 24 juli 20:30 | Try: Teba 2' m Rasaku 4' c Ravutaumada 5' m Raisuqe 7' m Baleiwairiki 8' m Nacuqu 10' c Con: Teba (4/5) 3', 5', 7', 9' | Verslag | Try: Bizer 5' c Baker 11' m Con: Hughes (1/1) 12' | Stade de France, Paris Toeschouwers: 69.000 Scheidsrechter: Jordan Way |

| 25 juli 15:00 | Verenigde Staten                                                                       | 33–17   | Uruguay                                                         | Stade de France, Paris Toeschouwers: 70.000 Scheidsrechter: Jérémy Rozier |
| 25 juli 15:00 | Try: Baker (4) 1' c, 8' c, 11' c, 14' m Lacamp 8' c Con: Tomasin (4/5) 1', 9', 9', 11' | Verslag | Try: Amaya (2) 3' m, 13' m Basso 5' c Con: Lijtenstein (1/2) 6' | Stade de France, Paris Toeschouwers: 70.000 Scheidsrechter: Jérémy Rozier |

| 25 juli 15:30 | Fiji                                                                           | 19–12   | Frankrijk                                                      | Stade de France, Paris Toeschouwers: 70.000 Scheidsrechter: AJ Jacobs |
| 25 juli 15:30 | Try: Tuwai 6' m Rasaku 9' c Nasova 13' c Con: Teba (1/2) 10' Veilawa (1/1) 14' | Verslag | Try: Grandidier Nkanang 4' m Timo 15' c Con: Rebbadj (1/1) 16' | Stade de France, Paris Toeschouwers: 70.000 Scheidsrechter: AJ Jacobs |

## Knock-outfase
|  | Kwartfinale               | Kwartfinale               |                           |    | Halve finale | Halve finale |  |  | Finale | Finale |
|  |                           |                           |                           |    |              |              |  |  |        |        |
|  | 25 juli – Stade de France |                           |                           |    |              |              |  |  |        |        |
|  |                           |                           |                           |    |              |              |  |  |        |        |
|  | Nieuw-Zeeland             | 7                         |                           |    |              |              |  |  |        |        |
|  | Nieuw-Zeeland             | 7                         | 27 juli – Stade de France |    |              |              |  |  |        |        |
|  | Zuid-Afrika               | 14                        |                           |    |              |              |  |  |        |        |
|  | Zuid-Afrika               | 14                        | Zuid-Afrika               | 5  |              |              |  |  |        |        |
|  | 25 juli – Stade de France |                           | Zuid-Afrika               | 5  |              |              |  |  |        |        |
|  |                           | Frankrijk                 | 19                        |    |              |              |  |  |        |        |
|  | Argentinië                | Frankrijk                 | 19                        | 14 |              |              |  |  |        |        |
|  | Argentinië                |                           | 27 juli – Stade de France | 14 |              |              |  |  |        |        |
|  | Frankrijk                 | 26                        |                           |    |              |              |  |  |        |        |
|  | Frankrijk                 | 26                        | Frankrijk                 | 28 |              |              |  |  |        |        |
|  | 25 juli – Stade de France |                           | Frankrijk                 | 28 |              |              |  |  |        |        |
|  |                           | Fiji                      | 7                         |    |              |              |  |  |        |        |
|  | Fiji                      | Fiji                      | 7                         | 19 |              |              |  |  |        |        |
|  | Fiji                      | 27 juli – Stade de France |                           | 19 |              |              |  |  |        |        |
|  | Ierland                   | 15                        |                           |    |              |              |  |  |        |        |
|  | Ierland                   | 15                        | Fiji                      | 31 |              |              |  |  |        |        |
|  | 25 juli – Stade de France |                           | Fiji                      | 31 |              |              |  |  |        |        |
|  |                           | Australië                 | 7                         |    | Derde plaats | Derde plaats |  |  |        |        |
|  | Australië                 | Australië                 | 7                         | 18 | Derde plaats | Derde plaats |  |  |        |        |
|  | Australië                 |                           | 27 juli – Stade de France | 18 |              |              |  |  |        |        |
|  | Verenigde Staten          | 0                         |                           |    |              |              |  |  |        |        |
|  | Verenigde Staten          | 0                         | Zuid-Afrika               | 26 |              |              |  |  |        |        |
|  |                           |                           |                           |    |              |              |  |  |        |        |
|  | Australië                 | 19                        |                           |    |              |              |  |  |        |        |
|  | Australië                 | 19                        |                           |    |              |              |  |  |        |        |

#### Kwartfinales
| 25 juli 21:30 | Argentinië                                                            | 14–26   | Frankrijk                                                                                   | Stade de France, Paris Toeschouwers: 70.000 Scheidsrechter: Jordan Way |
| 25 juli 21:30 | Try: Isgró 9' c Moneta 12' c Con: Mare (1/1) 9' Pellandini (1/1) 12', | Verslag | Try: Timo 4' c Grandidier Nkanang (2) 4' c, 7' c Dupont 15' m Con: Rebbadj (3/3) 4', 6', 8' | Stade de France, Paris Toeschouwers: 70.000 Scheidsrechter: Jordan Way |

| 25 juli 22:00 | Fiji                                                                                 | 19–15   | Ierland                               | Stade de France, Paris Toeschouwers: 70.000 Scheidsrechter: Nick Hogan |
| 25 juli 22:00 | Try: Baleiwairiki 1' c Nasova 12' c Nacuqu 12' m Con: Teba (1/1) 2' Tamani (1/1) 13' | Verslag | Try: Mullins (2) 5' m, 7' m Ward 9' m | Stade de France, Paris Toeschouwers: 70.000 Scheidsrechter: Nick Hogan |

| 25 juli 22:30 | Australië                                                               | 18–0    | Verenigde Staten | Stade de France, Paris Toeschouwers: 70.000 Scheidsrechter: Jérémy Rozier |
| 25 juli 22:30 | Try: Turner 5' m Toole 13' m Longbottom 15' m Pen: Longbottom (1/1) 14' | Verslag |                  | Stade de France, Paris Toeschouwers: 70.000 Scheidsrechter: Jérémy Rozier |

#### Halve finales
| 27 juli 15:30 | Zuid-Afrika      | 5–19    | Frankrijk                                                             | Stade de France, Paris Scheidsrechter: Rueben Keane |
| 27 juli 15:30 | Try: Leyds 10' m | Verslag | Try: Rebbadj (2) 11' c, 14' c Sepho 15' m Con: Rebbadj (2/3) 12', 14' | Stade de France, Paris Scheidsrechter: Rueben Keane |

| 27 juli 16:00 | Fiji | 31–7    | Australië                              | Stade de France, Paris Scheidsrechter: AJ Jacobs |
| 27 juli 16:00 | Try: Nasova 8' c Baleiwairiki 8' c Rasaku 11' c Ravutaumada 14' c Con: Teba (2/2) 8', 9' Nacuqu (2/2) 15' Pen: Veilawa (1/1) 14' | Verslag | Try: Dowling 6' c Con: Roache (1/1) 6' | Stade de France, Paris Scheidsrechter: AJ Jacobs |

#### Kleine finale
| 27 juli 19:00 | Zuid-Afrika                                                                                                 | 26–19   | Australië                                                             | Stade de France, Paris Scheidsrechter: Jérémy Rozier |
| 27 juli 19:00 | Try: S. Davids 6' m Z. Davids (2) 10' c, 11' c Williams 15' c Con: Leyds (2/3) 10', 11' Soyizwapi (1/1) 15' | Verslag | Try: Lawson 5' c Toole 12' c Paterson 14' m Con: Roache (2/3) 5', 13' | Stade de France, Paris Scheidsrechter: Jérémy Rozier |

#### Finale
| 27 juli 19:45 | Frankrijk | 28–7    | Fiji                                  | Stade de France, Paris Scheidsrechter: Jordan Way |
| 27 juli 19:45 | Try: Joseph 5' c Grandidier 8' c Dupont (2) 13' c, 15' c Con: Rebbadj (1/1) 6' Riva (2/2) 8', 13' Barraque (1/1) 15' | Verslag | Try: Talacolo 2' c Con: Teba (1/1) 2' | Stade de France, Paris Scheidsrechter: Jordan Way |

### Om plaats 5
|  | Halve finale vijfde plaats | Halve finale vijfde plaats |   |            | Vijfde plaats    | Vijfde plaats |
|  |                            |                            |   |            |                  |               |
|  |                            |                            |   |            |                  |               |
|  | Nieuw-Zeeland              | 17                         |   |            |                  |               |
|  | Argentinië                 | 12                         |   |            |                  |               |
|  |                            |                            |   |            |                  |               |
|  |                            |                            |   |            |                  |               |
|  |                            |                            |   |            | Nieuw-Zeeland    | 17            |
|  |                            | Ierland                    | 7 |            |                  |               |
|  |                            |                            |   |            |                  |               |
|  |                            |                            |   |            | Zevende plaats   |               |
|  |                            |                            |   |            |                  |               |
|  | Ierland                    | 17                         |   | Argentinië | 19               |               |
|  | Verenigde Staten           | 14                         |   |            | Verenigde Staten | 0             |

#### Halve finale 5/8
| 27 juli 15:00 | Ierland                                                        | 17–14   | Verenigde Staten                                          | Stade de France, Paris Scheidsrechter: Fransisco Gonzalez |
| 27 juli 15:00 | Try: Lennox 1' c Ward 14' m Kennedy 15' m Con: Lennox (1/1) 1' | Verslag | Try: Cummings 7' c Baker 11' c Con: Tomasin (2/2) 8', 12' | Stade de France, Paris Scheidsrechter: Fransisco Gonzalez |

#### Om plek 7
| 27 juli 18:00 | Argentinië                                                      | 19–0    | Verenigde Staten | Stade de France, Paris Scheidsrechter: Nick Hogan |
| 27 juli 18:00 | Try: Osadczuk (2) 7' c, 9' c Isgro 13' m Con: Wade (2/2) 8', 9' | Verslag |                  | Stade de France, Paris Scheidsrechter: Nick Hogan |

## Eindstand en medailles
| Plaats | Land             |
| ------ | ---------------- |
| Goud   | Frankrijk        |
| Zilver | Fiji             |
| Brons  | Zuid-Afrika      |
| 4      | Australië        |
| 5      | Nieuw-Zeeland    |
| 6      | Ierland          |
| 7      | Argentinië       |
| 8      | Verenigde Staten |
| 9      | Kenia            |
| 10     | Samoa            |
| 11     | Uruguay          |
| 12     | Japan            |

Atletiek · Badminton · Basketbal · Boksen · Boogschieten · Breaking · Gewichtheffen · Golf · Gymnastiek · Handbal · Hockey · Judo · Kanovaren · Klimsport · Moderne vijfkamp · Paardensport · Roeien · Rugby · Schermen · Schietsport · Schoonspringen · Skateboarden  · Surfen · Synchroonzwemmen · Taekwondo · Tafeltennis · Tennis · Triatlon · Voetbal · Volleybal · Waterpolo · Wielersport · Worstelen · Zeilen · Zwemmen